# Sochy (Iłowo-Osada)
Sochy (deutsch Sochen) ist ein kleines Dorf in der polnischen Woiwodschaft Ermland-Masuren. Es gehört zur Gmina Iłowo-Osada (Landgemeinde Illowo) im Powiat Działdowski (Kreis Soldau).

## Geographische Lage
Sochy liegt im Südwesten der Woiwodschaft Ermland-Masuren, 21 Kilometer südlich der früheren Kreisstadt Neidenburg (polnisch Nidzica) bzw. zwölf Kilometer südöstlich der jetzigen Kreismetropole Działdowo (deutsch Soldau i. Ostpr.).

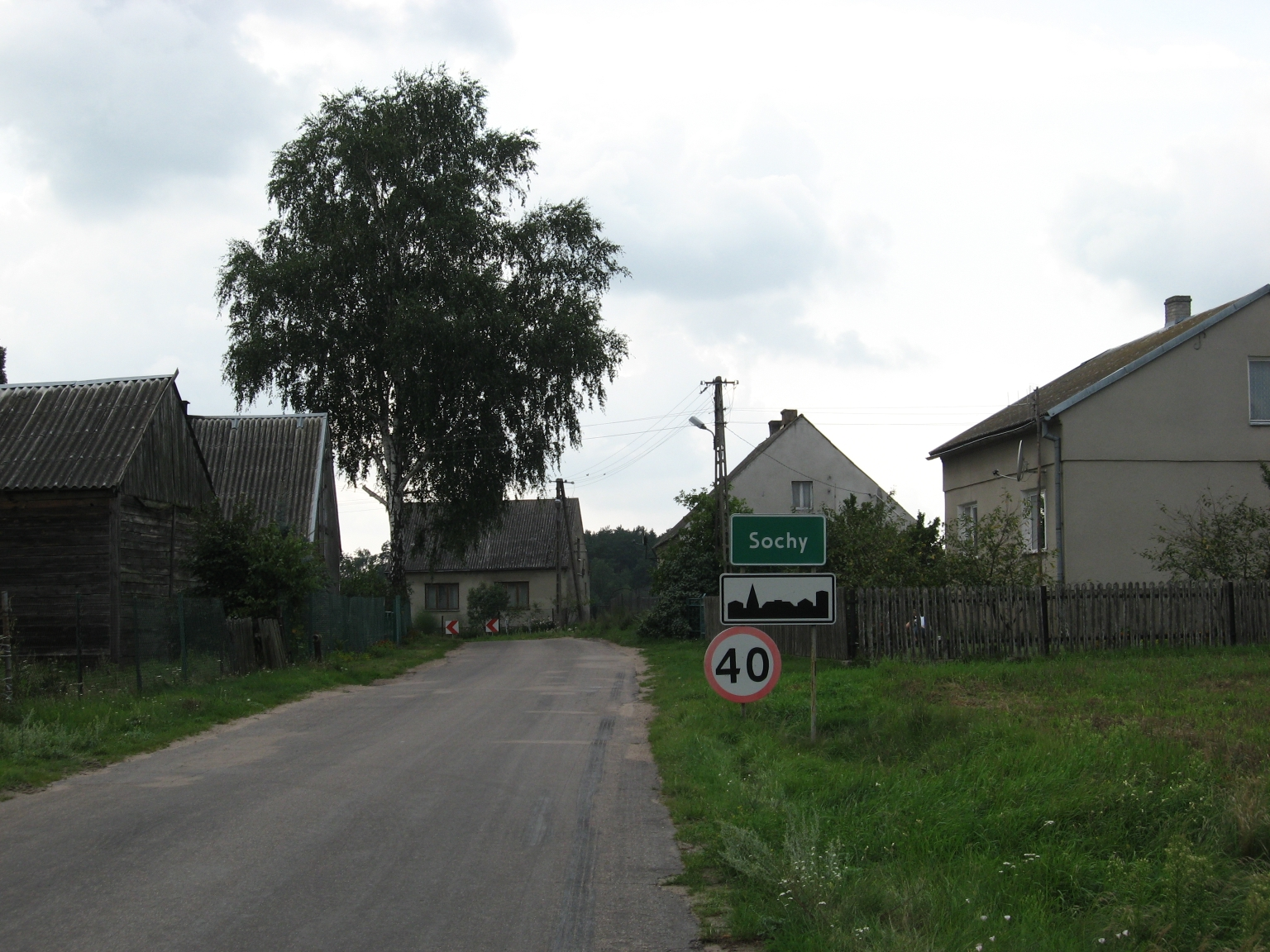
Ortseinfahrt Sochy

## Geschichte
Sochen wurde 1437 erstmals erwähnt und kam als Landgemeinde im Jahre 1874 zum neu errichteten Amtsbezirk Narzym im ostpreußischen Kreis Neidenburg. Die Einwohnerzahl Sochens belief sich 1910 auf 146.
Im Soldauer Gebiet gelegen musste Sochen wie alle anderen Orte entsprechend dem Versailler Vertrag von 1919 an Polen abgetreten werden. Das erfolgte am 10.  Januar 1920. Das Dorf erhielt die polnische Bezeichnung „Sochy“. 1931 waren hier 451 Einwohner registriert. Am 1. August 1934 wurde Sochy in die neu gebildete Landgemeinde Iłowo eingegliedert, die am 26. Oktober 1939 zum Deutschen Reich kam, in Landgemeinde Illowo umbenannt,  am 1. April 1940 in den „Amtsbezirk Narzym“ umgewandelt und zum Kreis Neidenburg rückgegliedert wurde.
Diese Veränderung währte nicht für lange Zeit. Denn 1945 wurde in Kriegsfolge das gesamte südliche Ostpreußen an Polen überstellt. Sochen erhielt wieder die polnische Namensform „Sochy“ und ist heute eine Ortschaft innerhalb der Gmina Iłowo-Osada (Landgemeinde Illowo) im Powiat Działdowski (Kreis Soldau), bis 1998 der Woiwodschaft Ciechanów, seither der Woiwodschaft Ermland-Masuren zugehörig. Im Jahre 2011 zählte Sochy 65 Einwohner.

## Kirche
Vor 1945 war Sochen in die evangelische Kirche Narzym in der Kirchenprovinz Ostpreußen der Kirche der Altpreußischen Union sowie – nach 1920 – in die Unierte Evangelische Kirche in Polen, außerdem in die römisch-katholische Kirche Bialutten (polnisch Białuty) eingepfarrt. Heute gehört Sochy evangelischerseits zur Erlöserkirche Działdowo in der Diözese Masuren der Evangelisch-Augsburgischen Kirche in Polen sowie katholischerseits zur Pfarrei Iłowo-Osada (Illowo) in der Region Brodnica (Strasburg) im Bistum Toruń (Thorn).

## Verkehr
Sochy liegt an einer Nebenstraße, die die Woiwodschaftsstraße 544 bei Iłowo-Osada über Białuty (Bialutten) mit der Schnellstraße 7 (Danzig–Warschau) bei Napierki (Napierken, 1938 bis 1945 Wetzhausen) verbindet. Die nächste Bahnstation ist der Bahnhof in Działdowo an den Strecken Danzig–Warschau und Działdowo–Olsztyn (deutsch Soldau–Allenstein).